# Leo Thị Lịch
Leo Thị Lịch (sinh ngày 23 tháng 9 năm 1969) là một nữ chính trị gia người Việt Nam, dân tộc Sán Dìu. Bà hiện là đại biểu quốc hội Việt Nam khóa XV nhiệm kì 2021-2026, thuộc đoàn đại biểu quốc hội tỉnh Bắc Giang, Bà đã đảm nhận các vai trò Tỉnh ủy viên, 2 nhiệm kỳ là Chủ tịch Hội Nông dân tỉnh Bắc Giang, Ủy viên Ban chấp hành Hội Nông dân Việt Nam, Ủy viên chuyên trách Hội đồng Dân tộc của Quốc hội. , Ủy viên Thường trực Hội đồng Dân Tộc của Quốc Hội. Bà Leo Thị Lịch là đại biểu Quốc hội Việt Nam khóa XIV (2016-2021)
 và khóa XV (2021-2026). Bà có đóng góp nhất định trong việc thay đổi đời sống của người nông dân, nông thôn Bắc Giang.

## Xuất thân
Leo Thị Lịch sinh ngày 23 tháng 9 năm 1969 quê quán ở xã Nam Dương, huyện Lục Ngạn, tỉnh Bắc Giang. Bà hiện cư trú ở Tổ dân phố Phú Mỹ 1, phường Dĩnh Kế, thành phố Bắc Giang, tỉnh Bắc Giang.
Bà sinh ra trong gia đình có truyền thống cách mạng. 

## Giáo dục
- Giáo dục phổ thông: 12/12
- Đại học Nông nghiệp III Thái Nguyên (chuyên ngành Kinh tế nông nghiệp)
- Thạc sĩ Kinh tế Nông nghiệp
- Cao cấp lí luận chính trị

## Sự nghiệp
Bà gia nhập Đảng Cộng sản Việt Nam vào ngày 03/4/1997.
Bà từng là đại biểu hội đồng nhân dân tỉnh Bắc Giang nhiệm kỳ 2004-2011; 2011-2016.
Sáng ngày 17 tháng 4 năm 2013, tại Đại hội Đại biểu Hội Nông dân tỉnh Bắc Giang lần thứ 8, Leo Thị Lịch, Tỉnh ủy viên Tỉnh Bắc Giang, tiếp tục đắc cử Chủ tịch Hội Nông dân tỉnh Bắc Giang nhiệm kì 2013-2018.
Khi lần đầu ứng cử đại biểu Quốc hội Việt Nam khóa XIV vào tháng 5 năm 2016 bà đang là Ủy viên Ban chấp hành Đảng bộ tỉnh, Ủy viên
Ban chấp hành Hội nông dân Việt Nam, Bí thư Đảng Đoàn, Bí thư Chi bộ cơ quan Hội Nông dân tỉnh, Chủ tịch Hội Nông dân tỉnh Bắc Giang, làm việc ở Hội Nông dân tỉnh Bắc Giang
Bà là đại biểu quốc hội các khóa XIII (2011-2016), khóa XIV (2016-2021)
Bà hiện là Ủy viên Thường trực Hội đồng Dân tộc của Quốc hội.